# Родригес, Элиас
Элиас Родригес (англ. Elias Rodriguez; род. 23 августа 1964, Понпеи, Понпеи) — микронезийский легкоатлет, выступавший в беге на средние и длинные дистанции и в марафонском беге. Участник летних Олимпийских игр 2000 года.

## Биография
Элиас Родригес родился 23 августа 1964 года в штате Понапе на Каролинских островах (сейчас Понпеи в Федеративных Штатах Микронезии).
В 1990 году завоевал пять медалей на Микронезийских играх в Сан-Антонио: золото в беге на 800, 1500, 5000 метров и в марафоне, серебро в беге на 10 000 метров.
В 1994 году на Микронезийских играх в Мангилао победил в беге на 5000 и 10 000 метров и в марафоне и стал вторым на дистанциях 800 и 1500 метров.
В 2000 году вошёл в состав сборной Федеративных Штатов Микронезии на летних Олимпийских играх в Сиднее. В марафонском беге занял последнее, 81-е место, показав результат 3 часа 9 минут 14 секунд и уступив 59 минут 3 секунды завоевавшему золото Гезахегне Абере из Эфиопии.
По окончании выступлений стал работать тренером. В 2016 году был тренером сборной Федеративных Штатов Микронезии по лёгкой атлетике на летних Олимпийских играх в Рио-де-Жанейро.

## Личный рекорд
- Марафон — 2:52.29 (июль 1990, Сан-Антонио[англ.])